# Sigve Lie
Sigve Lie (* 1. April 1906 in Haugesund; † 18. März 1958 in Oslo) war ein norwegischer Segler.

## Erfolge
Sigve Lie, der für den Club Kongelig Norsk Seilforening segelte, nahm zweimal an Olympischen Spielen in der Bootsklasse Drachen teil. Beide Male war er neben Håkon Barfod Crewmitglied des norwegischen Bootes Pan, das von Thor Thorvaldsen gebaut wurde und der auch Skipper des Bootes war. Mit unter anderem zwei Siegen in sieben Wettfahrten gewannen die Norweger die Regatta 1948 in London mit 4746 Gesamtpunkten knapp vor dem schwedischen Boot um Skipper Folke Bohlin und dem von William Berntsen geführten dänischen Boot. 1952 gelang Lie mit Barfod und Thorvaldsen in Helsinki die Wiederholung des Olympiasiegs, als sie mit der Pan erneut die Goldmedaille gewannen. Sie gewannen drei der sieben Wettfahrten und beendeten mit 6129 Punkten die Regatta vor dem von Per Gedda geführten schwedischen und dem von Theodor Thomsen geführten deutschen Boot. Lie gewann zudem 1948 in Arendal und 1950 in Vejle den Gold Cup.